# Wormerveer
Wormerveer is een dorp en was tot 1974 een zelfstandige gemeente in de provincie Noord-Holland, gelegen aan de Zaan. De buurtschap Westknollendam maakte deel uit van de gemeente. Sinds 1 januari 1974 is het een onderdeel van de gemeente Zaanstad. De plaats beschikt over een spoorwegstation, station Wormerveer. Wormerveer telt circa 12.145 inwoners (2023).
De plaatsnaam is een verwijzing naar een veer over de Zaan naar het aan de overzijde gelegen dorp Wormer, dat in 1487 voor het eerst werd genoemd en tot 1896 resp. tot 1957 (als voetveer) heeft bestaan. In 1889 werd hier een Zaanbrug in gebruik genomen. 
Wormerveer is onder meer bekend vanwege de windmolens, die vooral olie persten. Nog steeds is er olieverwerkende industrie aanwezig in Wormerveer. Mede door de oliemolens hebben de inwoners van Wormerveer de bijnaam Gladoren. Vanaf de 'verstoming' (rond 1850) kwamen de cacao- en chocolade-industrie, de rijstverwerking, de chemische industrie en (wat later) de grafische industrie sterk op. Daarnaast was in Wormerveer tot in de jaren negentig van de 20e eeuw de firma Koninklijke Wessanen (eertijds Wessanen & Laan) gevestigd (meel, olie, cacao en veevoeders). In de laatste decennia van de 20e eeuw verlieten veel bedrijven hun oorspronkelijke vestiging langs de Zaan, deels door opheffing en in enkel geval door verplaatsing naar de nieuw aangelegde, ruime industrieterreinen Molletjesveer en Noorderveld. Op deze terreinen vestigden zich daarnaast veel nieuwkomers. Wormerveer telt in de Zaanstreek, na Zaandam, het grootste aantal bedrijven.
Vroeger stond in Wormerveer een rosmolen en grutterij. De inventaris van dit gebouw is in de jaren 1926–1927 overgebracht naar het Nederlands Openluchtmuseum in Arnhem. Tot 2017 had Wormerveer een overdekt zwembad (De Watering). 
Op woensdag is er een grote weekmarkt in Wormerveer.

## Geschiedenis
Reeds in 14e eeuw was er tussen het huidige Wormerveer en het dorp Wormer een veer over de Zaan aanwezig. Het was strategisch gelegen en vervulde een belangrijke functie voor het reizigersverkeer over land tussen Kennemerland (Haarlem) en Waterland (Purmerend). Rond het veer was sprake van enige bewoning, doch van een dorp was nog geen sprake. De plek stond bekend als 't Saen'. Bestuurlijk en kerkelijk maakte deze omgeving (net als Krommenie, het latere Zaandijk en Koog aan de Zaan en West-Zaandam) deel uit van de Banne Westzaan. In Westzaan stonden het Rechthuis en de parochiekerk.
Rond 1500 was de bevolking dermate toegenomen dat inwoners toestemming vroegen om een eigen R.K. kapel te mogen bouwen. Het feit dat hier veel schippers op doorvaart aanmeerden om de zondagsrust in acht te nemen, zal ook een rol gespeeld hebben bij het verlangen om een eigen gebedshuis te vestigen. In 1503 werd de kapel in gebruik genomen en nam de bevolkingsdichtheid toe; de Zaanoever werd van noord naar zuid bebouwd. In 1536 werd in Wormerveer een meelmolen gebouwd. In 1574 werd de kapel en de overige bebouwing door de Spanjaarden verwoest, maar al snel hierna begon de wederopbouw. In 1586 werd opnieuw een meelmolen gebouwd langs de Zaan, terwijl drie jaar later de verwoeste meelmolen van 1536 op dezelfde plek werd herbouwd. Het droogleggen van de grote meren in Noord-Holland vanaf 1600 betekende de komst van de olieslagerij in Wormerveer. In enkele decennia werden tientallen oliemolens gebouwd die olie sloegen uit het koolzaad uit de nieuwe polders. Rond dezelfde periode ontwikkelde zich in Wormerveer ook de stijfselmakerij en de papierfabricage.
In 1637 werd op de plek van de in 1574 verwoeste kapel een nieuwe, nu hervormde, kerk in gebruik genomen. Op dat moment waren er ook al twee doopsgezinde gebedshuizen (Vermaningen) in het dorp. Een aanzienlijk deel (in de 18e eeuw zelfs meer dan 50%) van de bevolking was doopsgezind. De relatief kleine katholieke gemeenschap in het dorp kwam bijeen in een schuilkerk. In de 17e eeuw nam de kaashandel in Wormerveer een hoge vlucht. Rond 1700 waren in het dorp twintig kaaskopers gevestigd en vanaf begin 1800 werd in het dorp wekelijks een drukbezochte kaasmarkt gehouden. Na de Franse tijd (1795 - 1813) was er een periode van economische stilstand en zelfs malaise. Vanaf halverwege de 19e eeuw begon de bedrijvigheid in Wormerveer weer fors toe te nemen. De verstoming betekende de omschakeling van windkracht naar stoomkracht en in rap tempo viel de ene na de andere industriemolen onder de sloophamer om plaats te maken voor kolossale fabrieken en pakhuizen. Ook ontstonden nieuwe industriële activiteiten als rijstpellerij en cacao- en chocoladefabricage.
In 1869 werd de spoorlijn Zaandam - Uitgeest in gebruik genomen en kreeg Wormerveer een station. In 1887 werd de Wandelweg aangelegd, een statige, doodlopende laan met bomen aan weerszijden waaraan al snel bebouwing ontstond in de vorm van riante fabrikantenvilla's. Later werd de Wandelweg doorgetrokken en in 1931 opgenomen in het provinciale wegennet. Omdat veel Wormerveerse industrie gevestigd was aan de overkant van de Zaan, op het grondgebied van Wormer, werd in 1889 op initiatief van enkele Wormerveerse industriëlen, de Zaanbrug in gebruik genomen. Rond dezelfde periode drongen dezelfde industriëlen bij de landsregering meerdere malen sterk aan op toevoeging van de Wormerse Zaanoever aan het grondgebied van Wormerveer, zonder succes. Rond 1900 kwam ook de grafische industrie in Wormerveer sterk op. Decennialang boden twee grote, landelijk bekende drukkerijen werk aan veel Zaankanters. In 1930 legde een brand de laatst overgebleven industriemolen, 't Jonge Vool, in de as.

## Geografie
De in 1869 in gebruik genomen spoorlijn en de parallel daaraan lopende Provincialeweg enerzijds en de veenstroom de Zaan anderzijds bepalen in zeer sterke mate de topografie van Wormerveer. Tussen de Zaan (gemeentegrens) en de spoorlijn is Wormerveer geheel bebouwd. De belangrijkste winkelconcentratie is langs de Zaanweg, de Marktstraat en het Marktplein. 
Naast de spoorlijn ligt een fors onbebouwd weidelandschap, het Guisveld, een beschermd natuurgebied, dat onderdeel is van de Polder Westzaan.

## Wijken en buurten
Zaanstad is bestuurlijk ingedeeld in wijken en buurten. Wormerveer heeft binnen de gemeente de status van wijk, met de volgende buurten:
- Wormerveer Noord; in 1962 werd hier een buurt voor Molukkers opgeleverd met vier straten, 56 woningen, een kerk en een verenigingsgebouw;[2]
- Wormerveer Zuid;
- Karnemelksepolder;
- Westknollendam;
- Guisveld.

## Sport
Wormerveer heeft drie voetbalclubs:
- Blauw Wit Wormerveer
- RKVV Saenden
- S.V. Fortuna Wormerveer (voorheen Q.S.C. en W.F.C.)

Daarnaast biedt Wormerveer plaats voor nog meer sportsoorten:
- Biljartvereniging BV De Kroon
- Zwemvereniging De Ham
- Biljartvereniging WBV
- Dansschool New Dance Factory
- Sportschool Warners-Physica
- Roeivereniging WRV De Zaan
- Sportschool Big Gym

Korfbalvereniging Kievieten is tegenwoordig, na een fusie met Hoger Op in 2009, gevestigd in Krommenie.

## Geboren in Wormerveer
- Simon Schermer (1747–1810), politicus;
- Pieter Hendrik Schoute (1846-1913), wiskundige;
- Herman Gorter (1864–1927), dichter;
- Gerrit Mannoury (1867–1956), wiskundige en filosoof;
- Gerrit Jacob Boekenoogen (1868–1930), taalkundige;
- Catharina Cool (1874–1928), mycoloog;
- Albert Meijns (1880–1969), componist en zestig jaar dirigent van de Harmonie Ons Genoegen Wormerveer;
- Hendrik Enno Boeke (1881–1918), mineraloog en petrograaf;
- Maarten de Wit (1883–1965), zeiler;
- Cor Bruijn (1883–1978), schrijver;
- Willem Frederik Donath (1889–1957), fysioloog en hygiënist;
- Adriaan Korteweg (1890–1917), kunstschilder en theosoof;
- Willem van Tijen (1894–1974), architect;
- Dick Laan (1894–1973), kinderboekenschrijver;
- Cees Bolding (1897-1979), kunstschilder
- Co van Tijen (1897-1958), luchtvaartpionier;
- Jaap Boot (1903–1986), atleet;
- Willem Meijns (1911–1995), dirigent en arrangeur;
- Dolf Bouma (1920–2020), civiel ingenieur en hoogleraar;
- Truus Dekker (1922–2022), actrice;
- Jan Vis (1933–2011), journalist, rechtsgeleerde en politicus;
- Joe van Enkhuizen (1939), componist en musicus;
- Jan van Ossenbruggen (1939-2021), dirigent Koninklijke Militaire Kapel en inspecteur bij de Militaire Muziek Krijgsmacht;
- Piet Heijn Schoute (1942–2015), politicus;
- Mieke Jaapies (1943), kanovaarster;
- Marten Fortuyn (1943–2016), broer van Pim Fortuyn;
- Tineke Netelenbos (1944), politica;
- Loekie van Maaren-van Balen (1946), politica;
- Ruud Bruijn (1957), illustrator en kinderboekenschrijver;
- Melchert Kok (1958), atleet
- Marjan Minnesma (1966), milieu-activiste, oprichtster Urgenda;
- Wolter Kroes (1968), zanger van het Nederlandstalige lied;
- Petra Schuurman (1968), schaakster en wiskundige;
- Marit van Bohemen (1971), actrice en televisiepresentatrice;
- Tim Klijn (1979), radio-dj;
- Rogier Jongejans (1979), autocoureur;
- Michiel Teeling (1980), commentator en sportverslaggever;
- Christian Supusepa (1989), voetballer.

## Trivia en wetenswaardigheden
- Wormerveer heeft de kortste Stationsstraat van Nederland. De straat is circa 75 meter lang.
- Dr. P.C. Korteweg (1853–1936), Wormerveers huisarts, deed veel en vaak baanbrekend onderzoek naar de ziekte malaria. Hij ging daarin zo ver dat hij zichzelf besmette met het bloed van aan malaria lijdende patiënten.
- Chocoladehagelslag werd rond 1918 door de Wormerveerse cacao- en chocoladefabriek Erve H. de Jong als nieuw product op de markt gebracht. Het bedrijf was daarmee de eerste Nederlandse producent van dit populaire broodbeleg.
- Het kasteel 'De Valkhof' in Nijmegen, in de 18e eeuw vervallen tot een ruïne, onderging een droevig lot. De eertijds roemruchte burcht van Karel de Grote werd in 1796 geveild en een der kopers was het Wormerveerse bedrijf Jan Dekker. De uit tufsteen bestaande brokstukken werden verscheept naar Wormerveer om daar in molen De Rietvink tot tras (een soort cement) te worden vermalen.
- De familie Laan, een belangrijke familie van kooplieden en fabrikanten in Wormerveer (o.a. de firma's Wessanen & Laan, Crok & Laan, Bloemendaal & Laan, Gebroeders Laan) telde veel familieleden. In het dorp was rond 1900 een bekend gezegde 'er zijn in Wormerveer meer Lanen dan straten'.
- In 1906 werd zeepfabriek De Adelaar getroffen door een brand. De zandstenen adelaar met een vleugelwijdte van 4 meter ging hierbij verloren. In de Tweede Wereldoorlog is er door Duitsers wekenlang in de Zaan gedregd naar 'een bronzen adelaar' die bij de brand in het water zou zijn gevallen.
- In 1851 sloot de Staat der Nederlanden een contract af met de Wormerveerse papiermaker De Erven Blaauw voor de jaarlijkse levering van het papier voor bankbiljetten en postzegels.

## Afbeeldingen

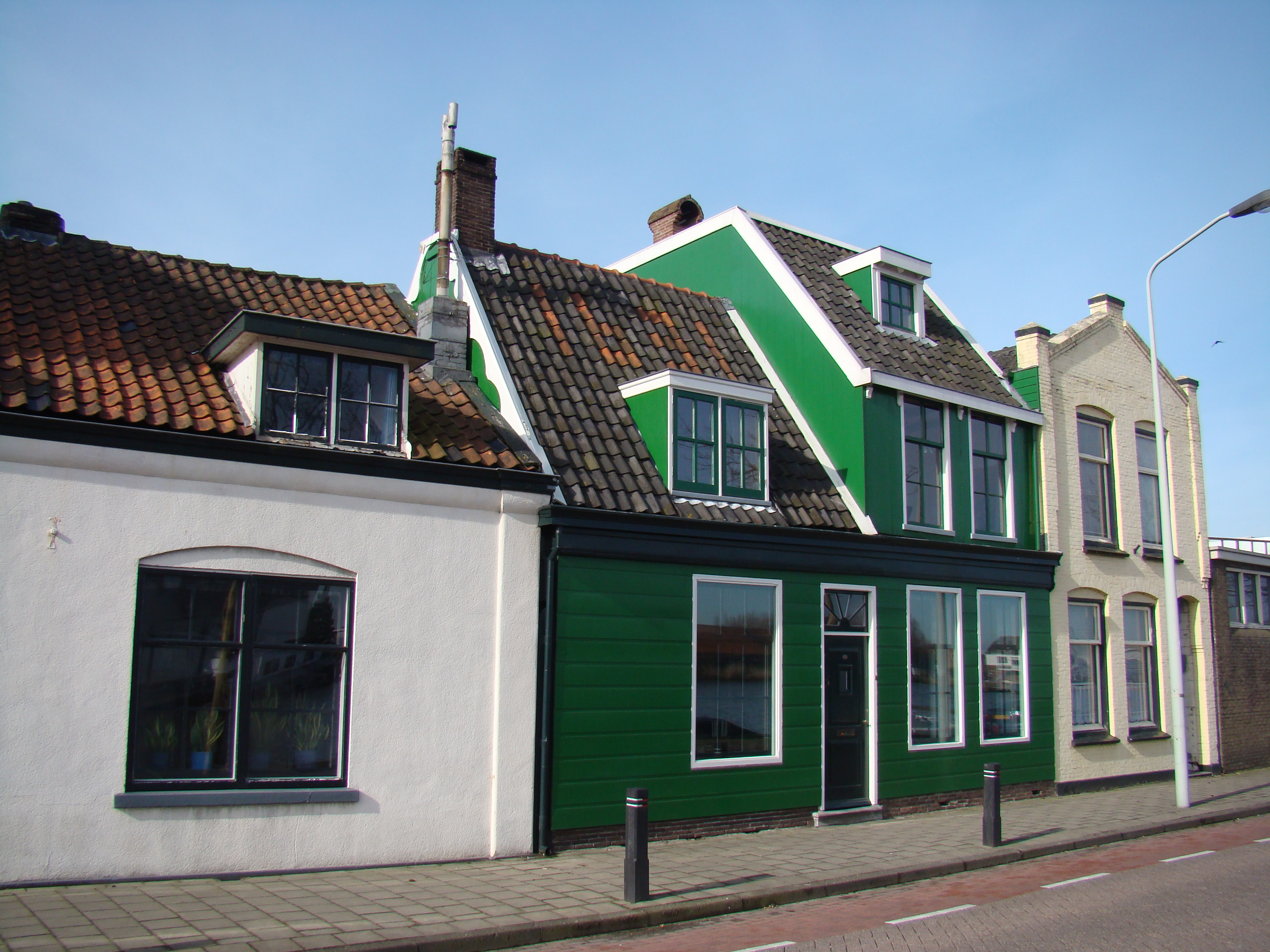
Zaanse huisjes.
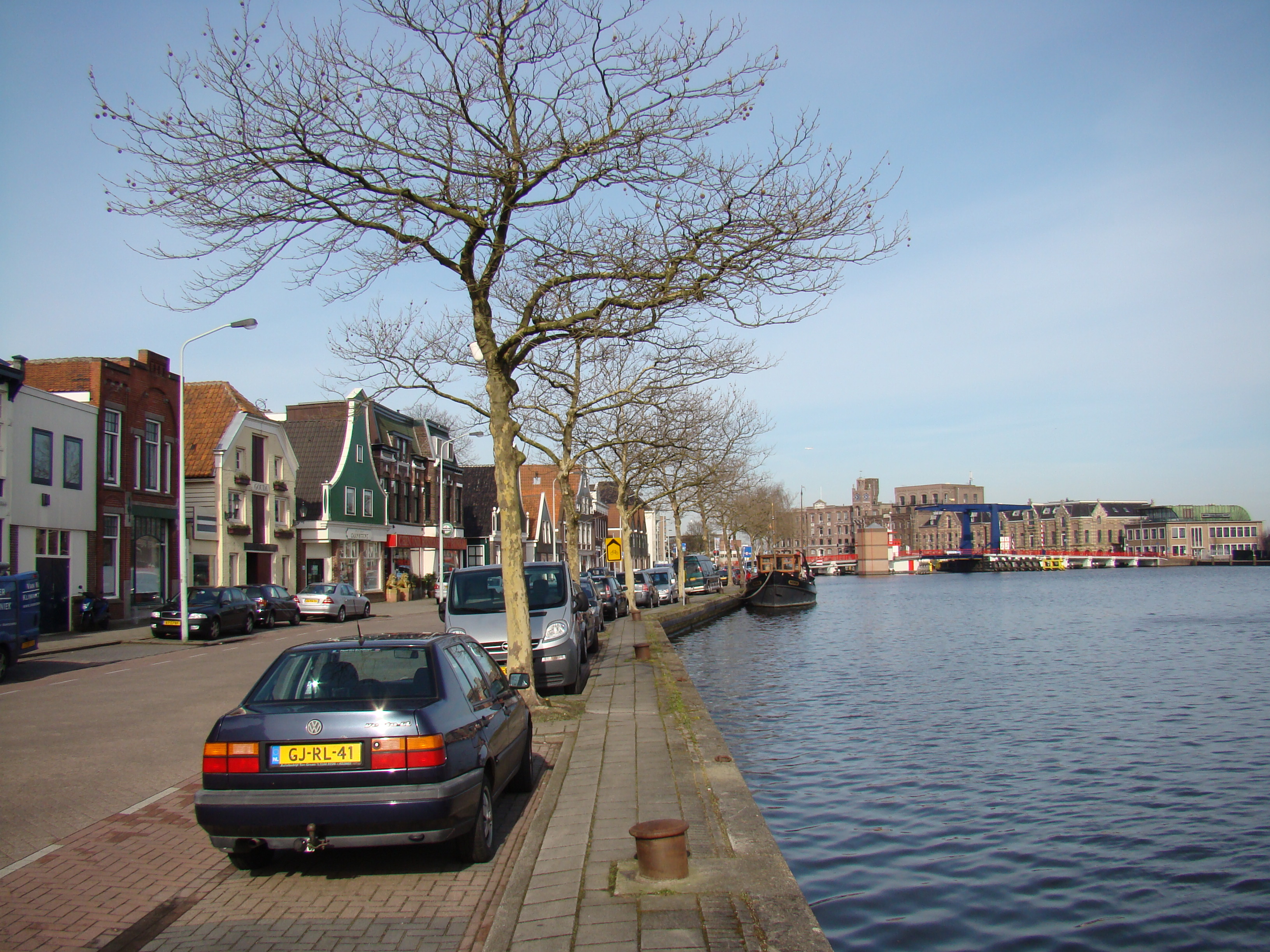
Uitzicht op de Zaanweg.
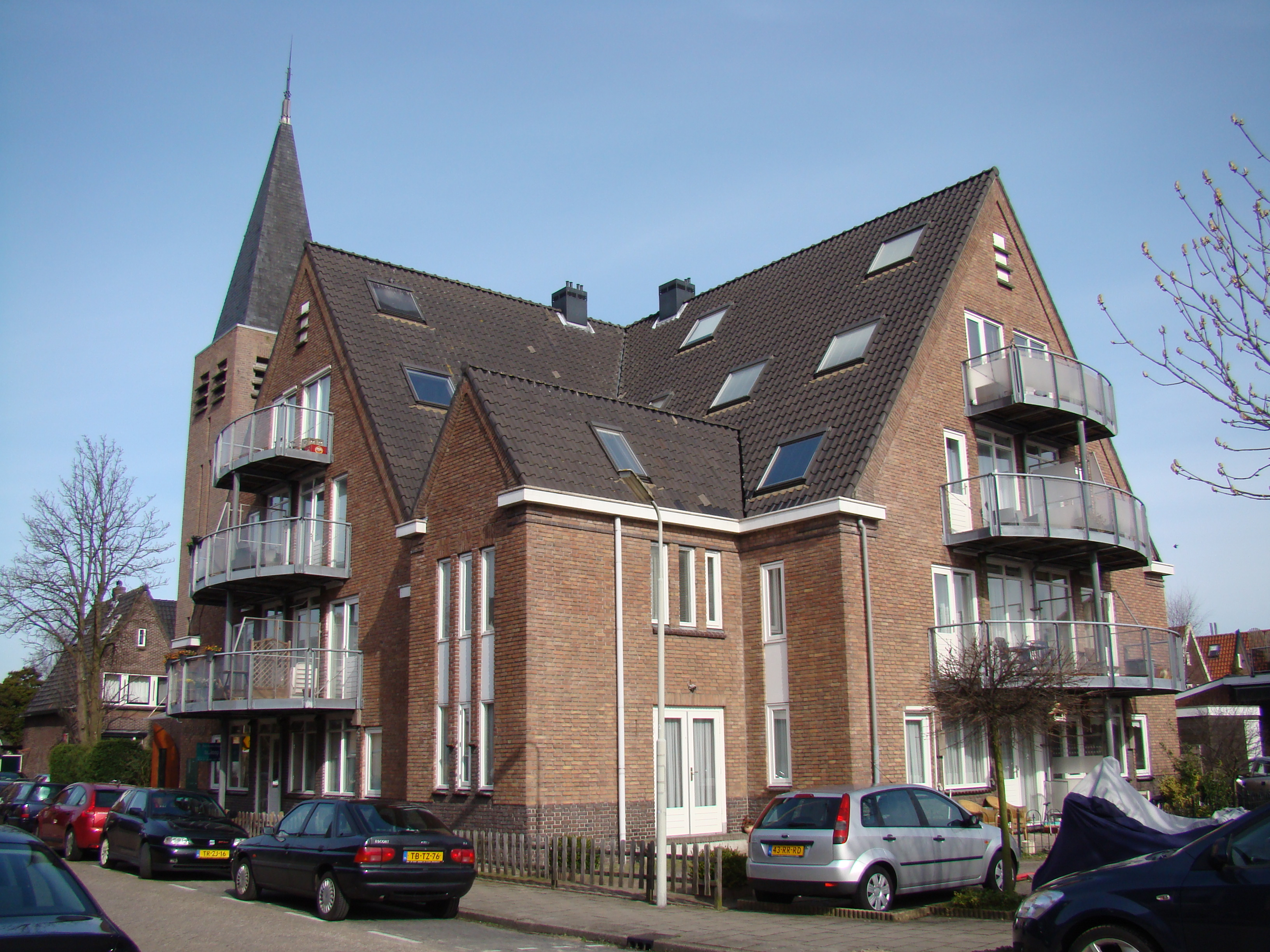
Woonkerk.
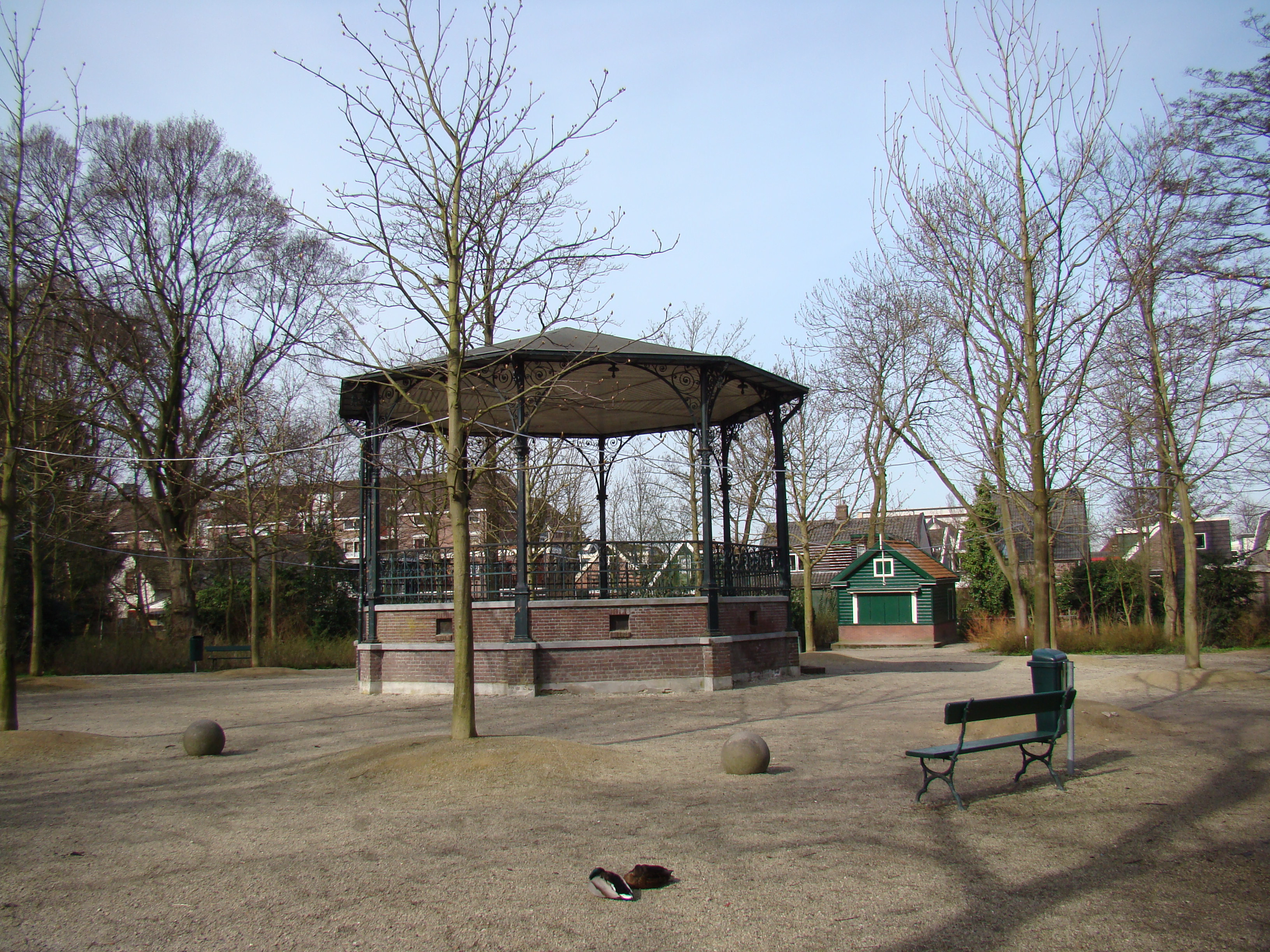
Wilhelminapark.
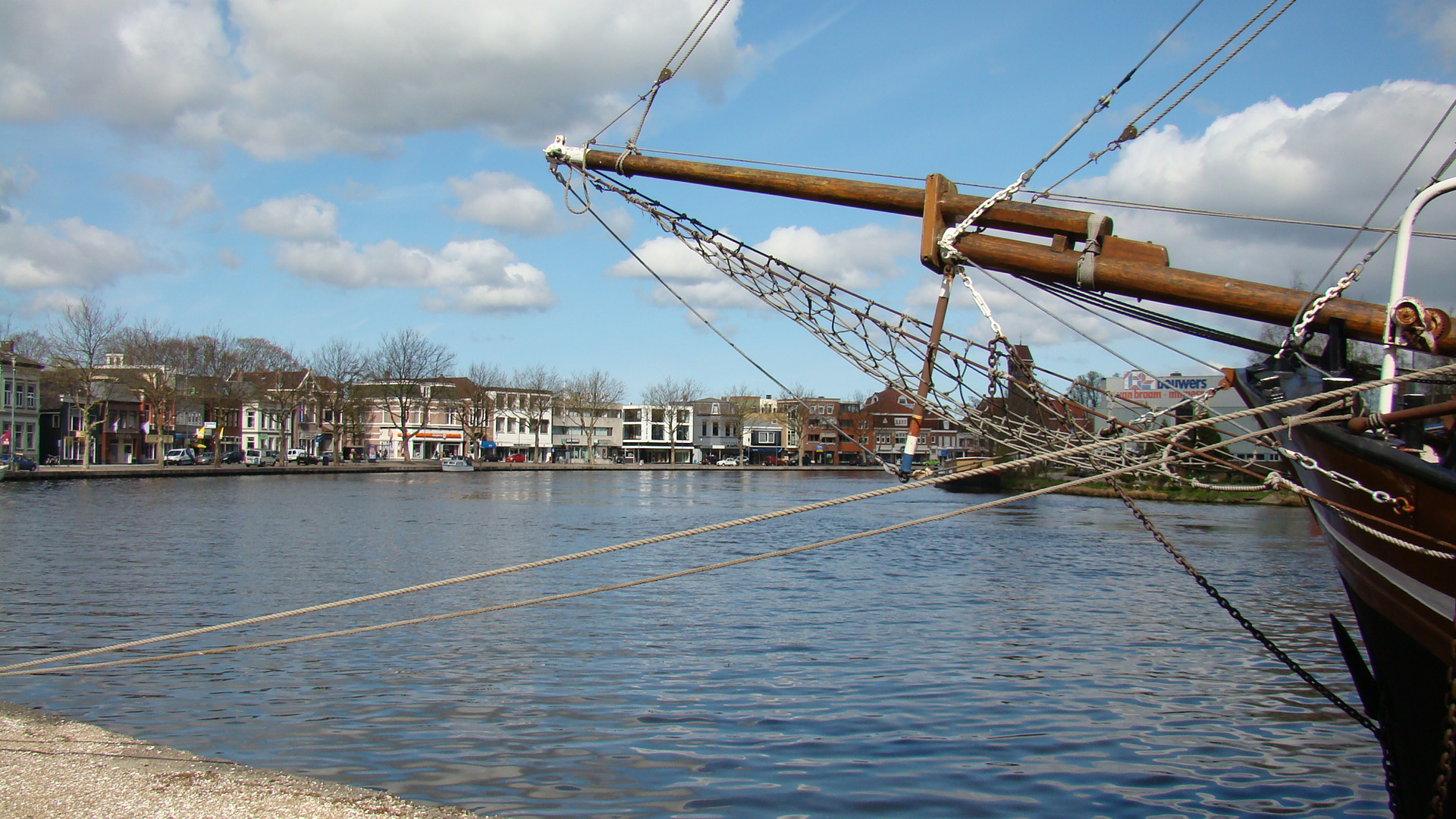
Noordeinde
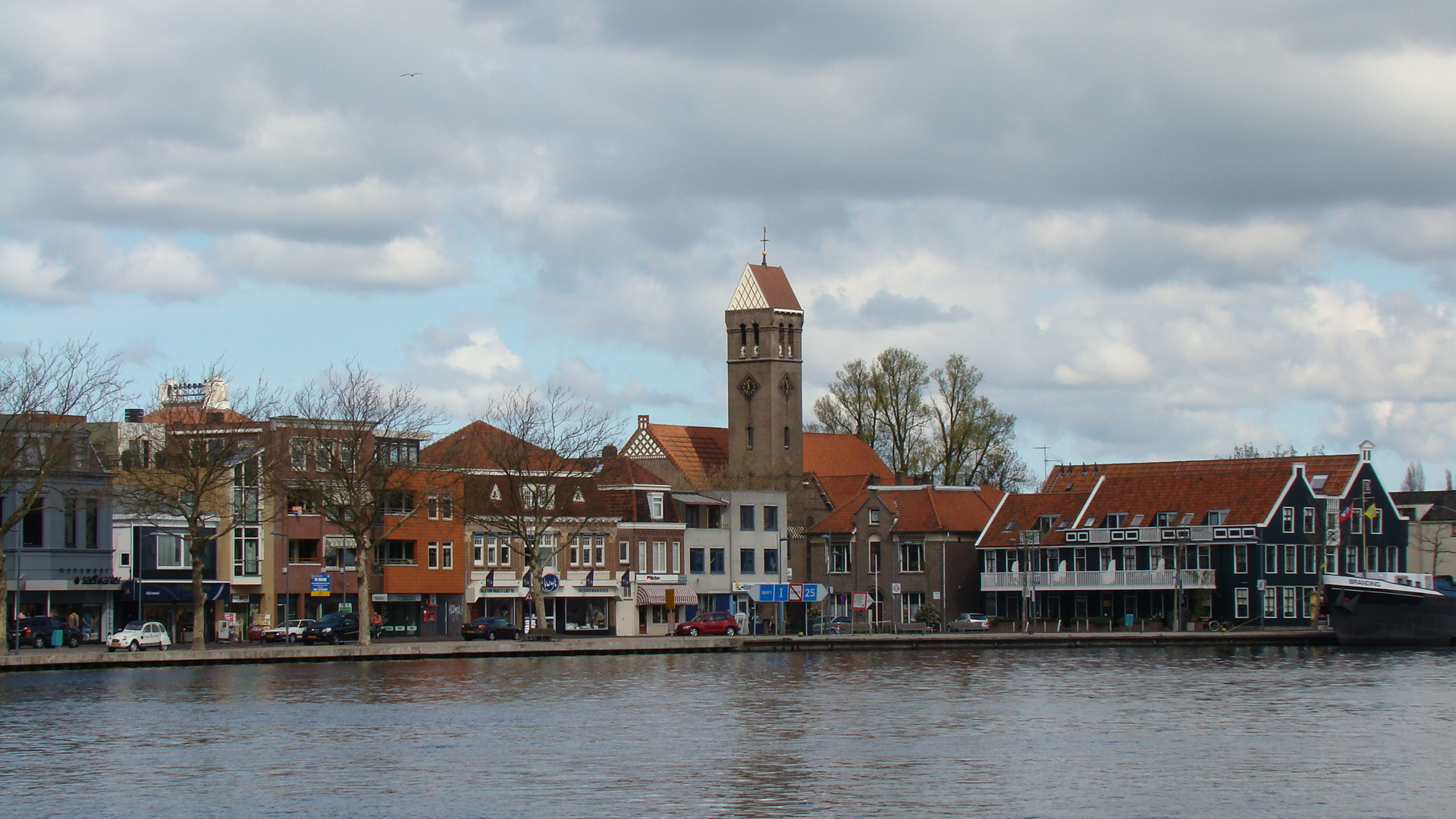
Uitzicht op Wormerveer.
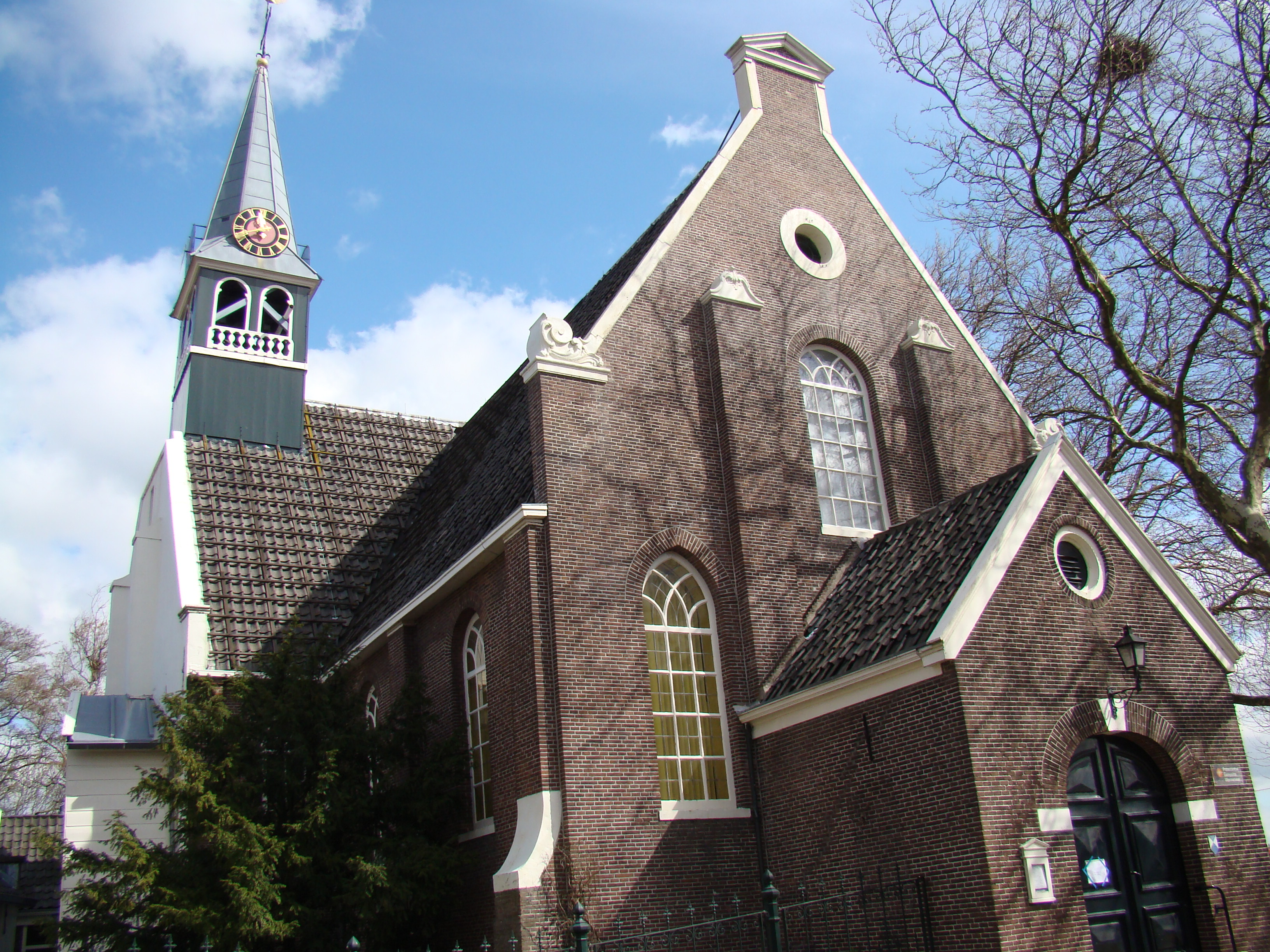
Nederlands Hervormde kerk.
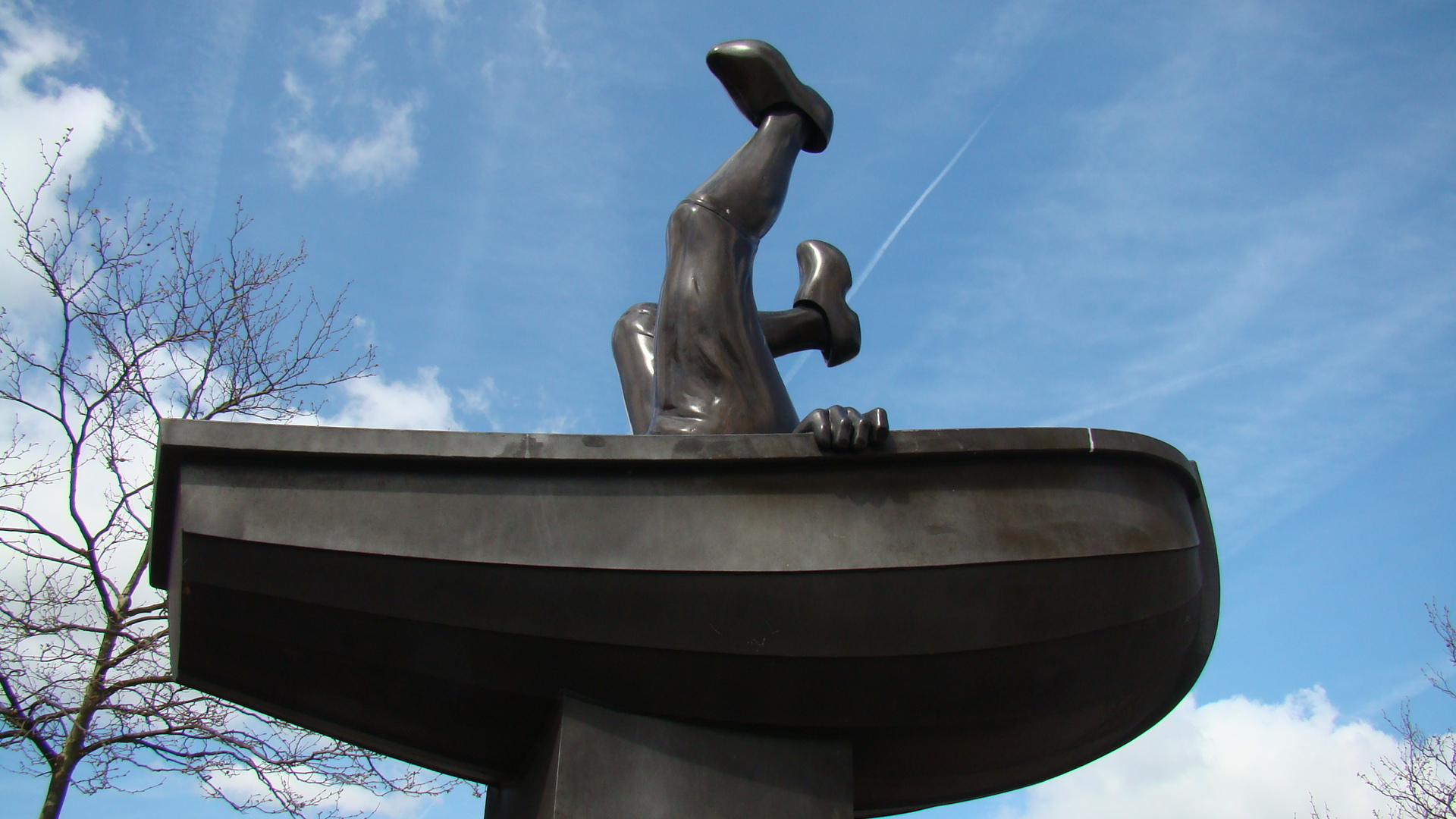
Kunst op de Markt.

Noord-Holland: Steden en dorpen in Noord-Holland      Nederland: Provincies · Gemeenten